# 阿涅塔·莫滕松
阿涅塔·莫滕松（瑞典語：Agneta Mårtensson，1961年7月31日—），瑞典女子游泳运动员。她曾代表瑞典参加1980年和1984年夏季奥林匹克运动会游泳比赛，其中1980年奥运会获得一枚银牌。